# Митридат (солдат)
Митридат (др.-греч. Μιθραδάτης, умер в 401 до н. э.) — молодой персидский воин из армии царя Артаксеркса II, который, по данным Плутарха (Жизнь Артаксеркса II), случайно убил мятежного претендента на престол Кира Младшего в битве при Кунаксе.
Чуть позже, будучи на царском пиру, находясь в нетрезвом состоянии, проболтался про обстоятельства смерти Кира Младшего (что именно он его смертельно ранил, а не Артаксеркс — как царь приписывал себе по официальной версии), за что был умертвлён особо мучительным способом — посредством казни, именуемой скафизм.